# Южный (Златоустовский городской округ)
Ю́жный — посёлок в Златоустовском городском округе Челябинской области России.

## География
Посёлок расположен у федеральной автодороги М-5 «Урал». Расстояние до окружного центра города Златоуста 28 км.

## Население
| 2002 | 2010 |
| ---- | ---- |
| 133  | ↘109 |

По данным Всероссийской переписи, в 2010 году в посёлке проживали 90 мужчин и 19 женщин.

## Инфраструктура
Расположен психоневрологический интернат, контингент которого регулярно устраивает как трагичные, так и комичные ситуации на соседней федеральной автотрассе, на которой установлен информационный знак, информирующий о возможном появлении пациентов интерната.